# Words as Weapons
«Words as Weapons» es una canción de la banda sudafricana de metal alternativo Seether. Fue lanzado el 1 de mayo de 2014 como el primer sencillo de su sexto álbum de estudio Isolate and Medicate (2014).

## Posicionamiento en lista
| Lista (2014)                                  | Posición |
| --------------------------------------------- | -------- |
| Canadá (Canadian Hot 100)                     | 95       |
| Canadá (Canada Rock)                          | 2        |
| Estados Unidos (Hot Rock & Alternative Songs) | 19       |